# Cañada de Tadeo
El Cañada de Tadeo es un curso de agua uruguayo que atraviesa el departamento de  Soriano perteneciente a la cuenca hidrográfica del Río de la Plata.
Nace en la Cuchilla San Salvador y desemboca en el río San Salvador.